# Honorana
Honorana là một chi bướm đêm thuộc họ Geometridae.